# Senostoma flavohirtum
Senostoma flavohirtum là một loài ruồi trong họ Tachinidae.